# Plasan SandCat
SandCat (ивр. קרקל‎ Карака́ль) — бронеавтомобиль с комбинированной бронёй, разработанный израильской компанией Plasan Sasa. Впервые был публично представлен в октябре 2005 года. Последние модели впервые были показаны на выставке Eurosatory 2018. SandCat базируется на шасси Ford F-Series. С 2004 года было произведено приблизительно 700 бронеавтомобилей SandCat, и хотя Plasan никогда не публиковала полных данных, известно, что они находятся на вооружении по крайней мере 16 стран и выполняют самые разные функции.

## Разработка
SandCat разрабатывался с 2004 года для применения в различных задач. Он рассматривался как потенциальная замена внедорожникам AIL Storm Армии обороны Израиля и для более широкого использования в качестве легкого бронеавтомобиля, способного выполнять роли в развёрнутых операциях.
Первоначально SandCat был представлен под наименованием на иврите «Каракаль» (Caracal), но к показу на выставке Eurosatory 2006 было принято название SandCat, чтобы не вызывать путаницы между бронемашиной от Plasan и версией Iveco LMV, предлагаемой немецкому Бундесверу как Caracal.
Большинство бронемашин SandCat полностью закрыто, хотя некоторые модели первого и второго поколения выпускались с небольшим задним грузовым пространством с открытым верхом.

## Описание
SandCat основан на шасси коммерческого пикапа Ford Super Duty для снижения затрат, а автомобили, используемые во всех поколениях SandCat, по возможности оставались стандартными для Ford.
Последние модели четвертого поколения оснащены 6,7-литровым дизельным двигателем Ford PowerStroke V8 с мощностью в 330 л. с. в паре с шестиступенчатой автоматической коробкой передач Ford TorqShift. Стандартные ведущие оси от Ford F550 сохранены, однако передние винтовые и задние листовые рессоры, а также тормоза усилены в соответствии с эксплуатационной массой. На моделях второго поколения задние листовые рессоры были заменены на винтовые пружины и продольные рычаги разработки Plasan.
Общий дизайн SandCat таков, что его можно использовать для выполнения широкого спектра военных и полицейских/специальных задач.
Модели четвертого поколения, которые производитель описывает как имеющие более гибкую и модульную конструкцию, доступны в трех основных конфигурациях: вариант Troop Carrier, вмещающий до 10 человек, полностью закрыт, вариант Utility имеет полностью бронированную кабину для экипажа, вмещающую до пяти человек, а вариант Single Cab вмещает до трех человек. Во всех случаях задняя часть шасси доступна для различных вариантов полезной нагрузки. Учитывая присущую базовой платформе адаптивность и модульность конструкции SandCat, возможны и другие конфигурации.
Учитывая большое разнообразие доступных вариантов и конфигураций, список опций для SandCat обширен. Варианты оборудования и фурнитуры могут включать: систему GPS, держатели для винтовок, тягово-сцепное устройство, боевой модуль (ручной или дистанционный), электрическую лебедку для самовытаскивания, внешний прожектор, сирена, мигалки на крыше, наружные камеры, нескользящее покрытие на некоторых внешних поверхностях и другие.
Сообщается, что SandCat обладает отличной управляемостью и ускорением для бронемашины.

## Страны-эксплуатанты

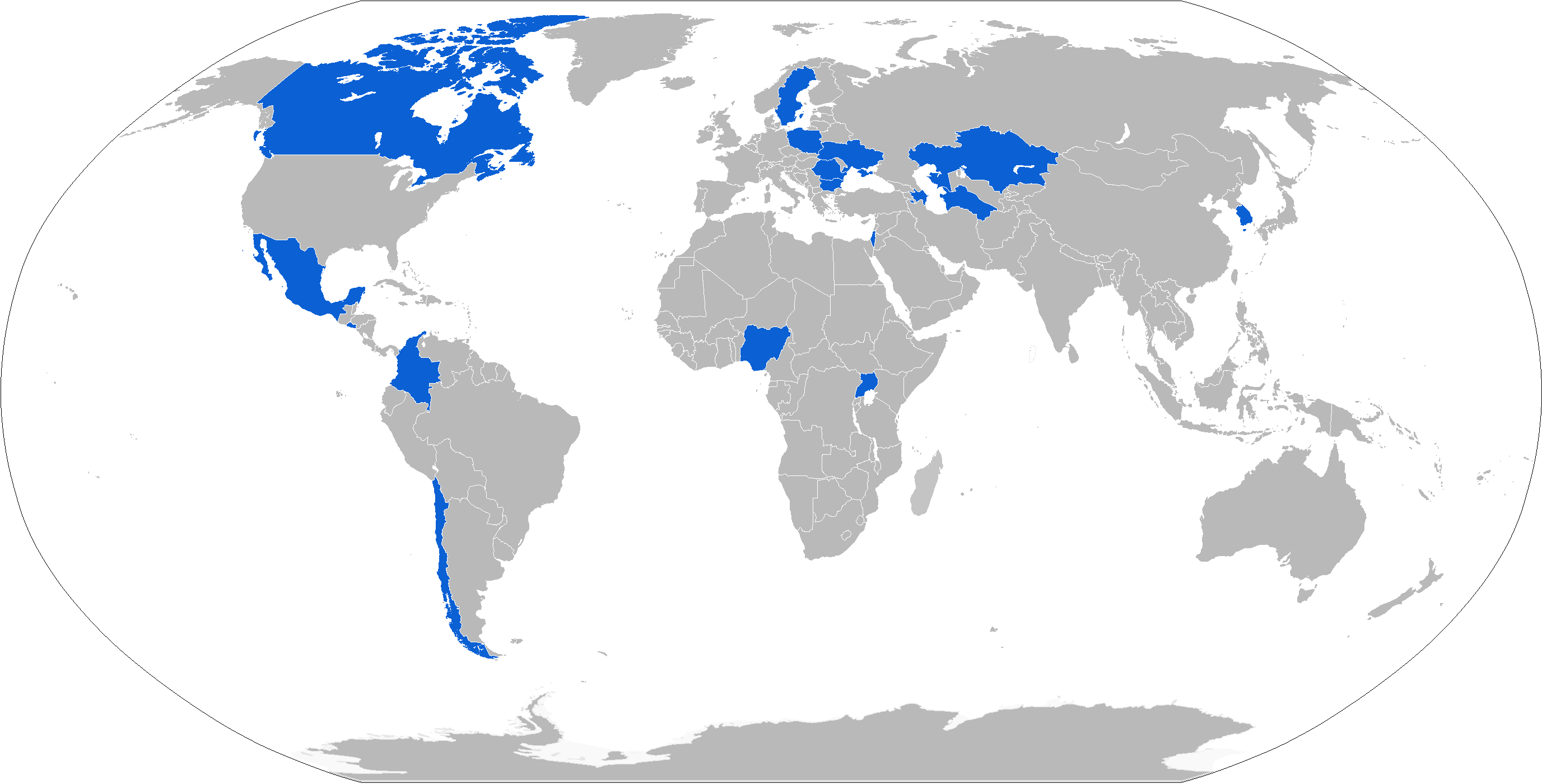
Карта с операторами SandCat, Операторы отмечены синим цветом

- Израиль[9][10]
- Азербайджан[11]
- Болгария[12][13]
- Канада[14]
- Чили[15]
- Колумбия[16]
- Казахстан[17][18]
- Мексика[19][20]
- Нигерия[21]
- Польша[22]
- Республика Корея[23]
- Румыния[24]
- Швеция[25]